# Brabham BT45
Pour les articles homonymes, voir Brabham.
Chronologie des modèles (1976 - 1978)
Brabham BT44 Brabham BT46
La Brabham BT45, et ses modèles dérivés BT45B et BT45C, est le premier modèle Brabham conçu pour le moteur Alfa Romeo 155-12 Flat12 dessiné par l'ingénieur sud-africain Gordon Murray.
Elle débute au Grand Prix du Brésil 1976 aux mains de Carlos Pace et Carlos Reutemann et souffre dès le départ de soucis de fiabilité, notamment liés au bloc italien. Lors de cette première saison, seules trois 4e places concluent une année difficile.
1977 semble de meilleur augure : Pace finit 2e du premier Grand Prix et mène durant treize tours en Afrique du Sud pour la première sortie de la BT45B mais il meurt quelques jours plus tard dans un accident d'avion.
Son coéquipier, John Watson, signe la pole au Grand Prix de Monaco mais, débordé dès le 1er tour par la Wolf de Jody Scheckter, il passe plus de la moitié de la course en 2e position, avant d'abandonner sur problèmes de boîte de vitesses. Il prend ensuite la 2e place en France avant que Stuck ne signe deux podiums : en Allemagne et en Autriche. Ses résultats permettent à l'Allemand de finir 11e au classement final.
La BT45C accomplira deux Grands Prix en 1978, dans l'attente de la BT46. Avec cette dernière version, Lauda signera deux podiums.
Elle apparaît dans le film Bobby Deerfield de Sydney Pollack. 